# Ісаєв Мансур Мустафайович
Мансур Мустафайович Ісаєв (рос. Мансур Мустафаевич Исаев, 23 вересня 1986) — російський дзюдоїст, олімпійський чемпіон.

## Виступи на Олімпіадах
| Олімпіада   | Дисципліна      | Місце |
| ----------- | --------------- | ----- |
| Лондон 2012 | легка категорія | 1     |